# 沙西耶
沙西耶（法語：Chassillé，法語發音：[ʃasije]）是法国萨尔特省的一个市镇，属于拉弗莱什区。

## 地理
沙西耶（48°1'14"N, 0°6'58"W）面积7.27 平方千米，位于法国卢瓦尔河地区大区萨尔特省，该省份为法国西北部内陆省份，北起顺时针与奥恩省、厄尔-卢瓦省、卢瓦-谢尔省、安德尔-卢瓦尔省、曼恩-卢瓦尔省和马耶讷省接壤，是法国大西部的入口，连接卢瓦尔河谷、布列塔尼和巴黎盆地。
与沙西耶接壤的市镇（或旧市镇、城区）包括：埃皮讷勒舍夫勒伊、茹埃昂沙尔尼、卢埃。

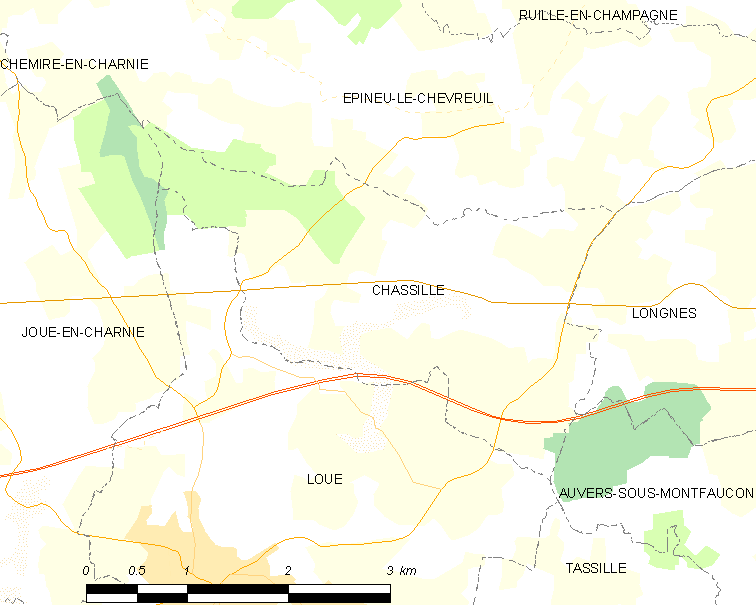
沙西耶的OSM定位图

沙西耶的时区为UTC+01:00、UTC+02:00（夏令时）。

## 行政
沙西耶的邮政编码为72540，INSEE市镇编码为72070。

## 政治
沙西耶所属的省级选区为卢埃县。

## 人口

1962-2008年间沙西耶人口变化图示

沙西耶于2022年1月1日时的人口数量为250人。